# Menetou-Salon
Menetou-Salon is een gemeente in het Franse departement Cher (regio Centre-Val de Loire). De plaats maakt deel uit van het arrondissement Bourges. Menetou-Salon telde op 1 januari 2022 1.618 inwoners. Een deel van de gemeente lag tijdens het ancien régime in het zelfstandige prinsdom Boisbelle.

## Geografie
De oppervlakte van Menetou-Salon bedroeg op 1 januari 2022 37,66 vierkante kilometer; de bevolkingsdichtheid was toen 43 inwoners per km².
De onderstaande kaart toont de ligging van Menetou-Salon met de belangrijkste infrastructuur en aangrenzende gemeenten.

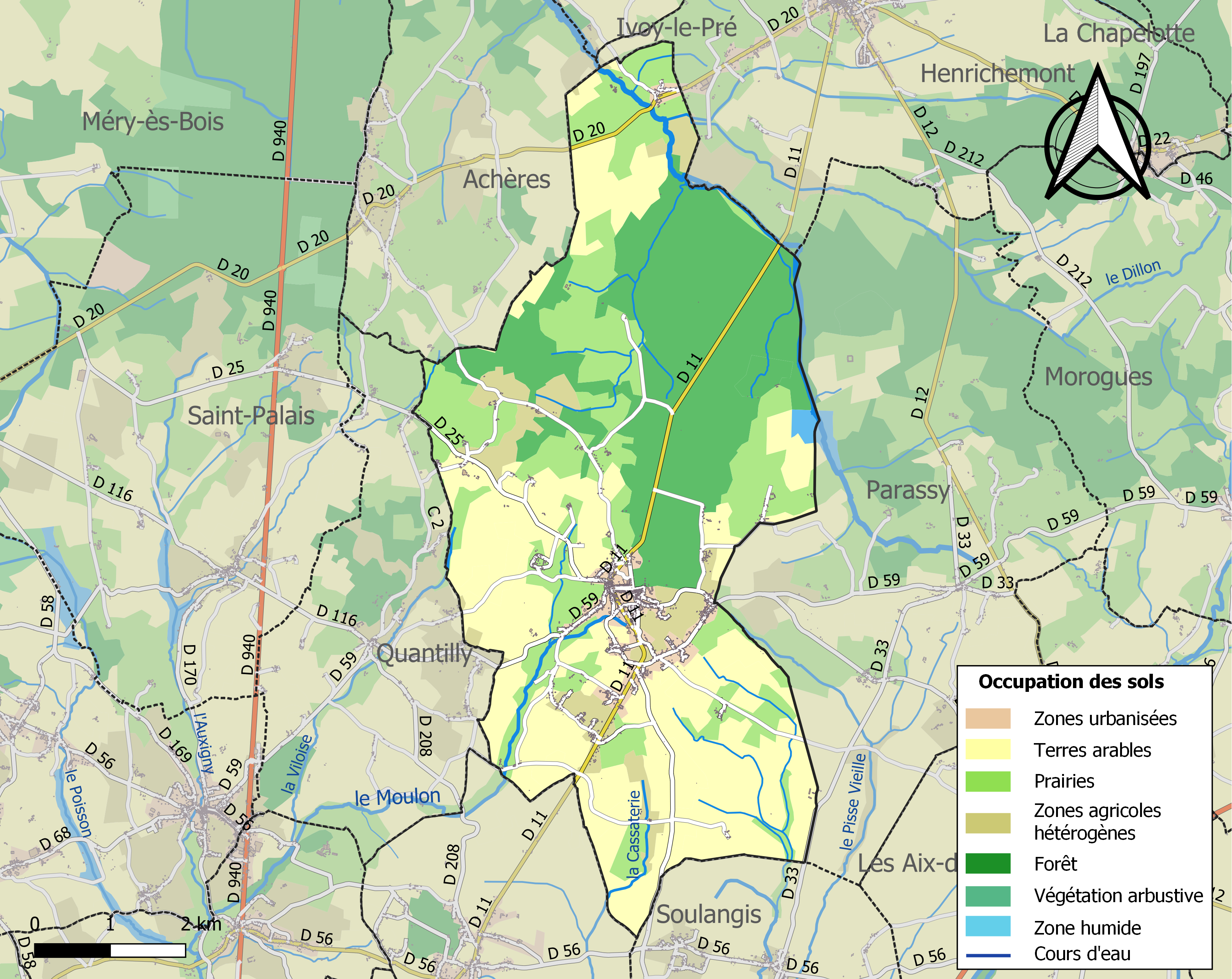

## Demografie
Onderstaande figuur toont het verloop van het inwonertal (bron: INSEE-tellingen).